# Jan Szumiec (działacz komunistyczny)
Jan Szumiec pseud. Granik (ur. 1916 w Krakowie, zm. 6 czerwca 1944 tamże) – działacz komunistyczny, dowódca okręgu GL i AL Kraków.
Podczas nauki w szkole podstawowej i po jej zakończeniu był członkiem Czerwonego Harcerstwa, a w 1934 wstąpił do KPP. Był czołowym młodzieżowym działaczem robotniczym w Krakowie. Współpracował z organizacją ZMW „Wici” i brał udział w manifestacjach i strajkach robotniczych Krakowa. 1936–1937 werbował ochotników na wyjazd na wojnę domową w Hiszpanii. W 1941 należał do założycieli ZWW w Krakowie, a w 1942 wraz z tą organizacją przystąpił do PPR i GL. Został członkiem kierownictwa PPR w dzielnicy Zachód w Krakowie, a potem Komitetu PPR Kraków-Miasto i Podgórze. Od połowy 1942 kierował działalnością dywersyjno-bojową młodzieżowej grupy GL Okręgu Kraków podejmującej głównie akcje kolejowe. Wyróżniał się również jako łącznik, wywiadowca i kolporter konspiracyjnej prasy. Jesienią 1943 został mianowany dowódcą Okręgu GL. 6 stycznia 1944 został aresztowany przez gestapo i osadzony w więzieniu na Montelupich, gdzie na początku czerwca został zamordowany. W 1948 pośmiertnie został odznaczony Orderem Krzyża Grunwaldu III klasy.
W Krakowie do 2017 istniała ulica jego imienia, nowym jej patronem został Wiktor Zin.